# اچ‌ام‌اس سی۲۹
اچ‌ام‌اس سی۲۹ (به انگلیسی: HMS C29) یک زیردریایی بود که طول آن ۱۴۳ فوت ۲ اینچ (۴۳٫۶۴ متر) بود. این زیردریایی در سال ۱۹۰۹ ساخته شد.